# Аганське сільське поселення
Ага́нське сільське поселення (рос. Аганское сельское поселение) — сільське поселення у складі Нижньовартовського району Ханти-Мансійського автономного округу Тюменської області Росії.
Адміністративний центр та єдиний населений пункт — селище Аган.
Населення сільського поселення становить 495 осіб (2017; 535 у 2010, 525 у 2002).